# Оуклон-Санвју (Канзас)
Оуклон-Санвју (енгл. Oaklawn-Sunview) насељено је место без административног статуса у америчкој савезној држави Канзас.

## Демографија
По попису из 2010. године број становника је 3.276, што је 141 (4,5%) становника више него 2000. године.
| Група             | 2000.         | 2010.         |
| Белци             | 1.827 (58,3%) | 1.625 (49,6%) |
| Афроамериканци    | 280 (8,9%)    | 181 (5,5%)    |
| Азијати           | 485 (15,5%)   | 469 (14,3%)   |
| Хиспаноамериканци | 356 (11,4%)   | 828 (25,3%)   |
| Укупно            | 3.135         | 3.276         |